# Alianza Republicana por la Democracia (Yibuti)
La Alianza Republicana por la Democracia (en francés Alliance Républicaine pour la Démocratie (ARP)) es un partido político de Yibuti, fundado por Ahmed Dini Ahmed. Es el principal partido opositor al presidente Ismail Omar Guelleh.
La ARP comanda la coalición Unión para la Alternancia Democrática, formada también por el Movimiento por la Renovación Democrática y el Desarrollo, Partido Yibutiano por el Desarrollo y la Unión Yibutiense por la Democracia y la Justicia. La coalición salió derrotada en las elecciones legislativas de 2003, donde sólo consiguió el 37,3% de los votos y ningún diputado en la Asamblea Nacional de Yibuti.
- Datos: Q7314569